# Melanocorypha mongolica
La calandria de Mongolia (Melanocorypha mongolica) es una especie de ave paseriforme de la familia Alaudidae propia del este de Asia, desde el sureste de Rusia y Mongolia al interior de China.

## Taxonomía
La calandria de Mongolia originalmente se clasificó en el género Alauda, posteriormente fue trasladada al género Melanocorypha.